# Макгрегор, Керри
Ке́рри Макгре́гор (англ. Kerry McGregor; 30 октября 1974, Памферстон, Западный Лотиан — 4 января 2012, там же) — шотландская певица, автор песен, актриса.

## Биография

### Ранние годы
Керри Макгрегор родилась в 1974 году в Памферстоне (Западный Лотиан, Шотландия, Великобритания) в семье музыкантов. Отец Керри погиб в ДТП, когда ей было 5 лет, и девочка воспитывалась матерью — певицей Маргарет Макгрегор. Дедом Макгрегор был известный шотландский музыкант Бобби Маккеррачер, известный как «шотландский Бинг Кросби».
До 13 лет Керри занималась гимнастикой, которую вынуждена была оставить после серьёзной травмы — Керри упала с дерева и, сломав спину, до конца жизни была полностью парализована ниже пояса. До получения травмы Керри обучалась в «West Calder High School», но затем власти решили перевести девочку в специальную школу для инвалидов. Она не хотела переходить в другую школу, и в итоге, пролечившись и научившись ходить с помощью костылей, была оставлена в прежней школе. После этого Керри была выдвинута на «Премию детских достижений», которую она получила и охарактеризовала это событие как «самое гордое событие в жизни».

### Карьера
После обучения музыке и драме в «Jewel and Esk Valley College» Керри сформировала танцевальную группу «Nexus» в 1993 году. Затем Макгрегор присоединилась к группе «QFX», чей альбом «Freedom» достиг № 21 в британских чартах.
Талант Керри был замечен менеджером «The Proclaimers» Кенни Макдональд. В 1997 году Макгрегор заняла второе место в «The Great British Song Contest», британском отборе исполнителей для «Евровидения».
В 2006 году Керри стала финалистом «The X Factor». Её наставником была Шэрон Осборн.
В период 2003—2008 годов Керри снялась в двух сериалах — в «Книжной группе» (роль Кэрол Энн в трёх сериях) и в «Грейндж-Хилл» (роль Мисс Мур в одной серии).

### Личная жизнь, болезнь и смерть
В сентябре 2010 года, Керри, уже два года испытывавшей сильные боли в животе, был поставлен диагноз рак мочевого пузыря. В своей болезни Макгрегор призналась в апреле 2011 года в интервью журналу «The Sun». 4 января 2012 года, в возрасте 37 лет, Керри скончалась у себя дома в Памферстоне (Западный Лотиан, Шотландия, Великобритания.
Керри состояла в гражданском браке с Дином Робертсоном. В 2005 году у них родился сын Джошуа Робертсон.